# Delphos, Iowa
Delphos là một thành phố thuộc quận Ringgold, tiểu bang Iowa, Hoa Kỳ. Năm 2010, dân số của thành phố này là 25 người.

## Dân số
Dân số qua các năm:
- Năm 2000: 25 người.
- Năm 2010: 25 người.